# Buckshaw Village
Buckshaw Village – wieś w Anglii, w hrabstwie Lancashire, w dystrykcie Chorley. Leży 38 km na północny zachód od miasta Manchester i 297 km na północny zachód od Londynu.